# Sci di fondo ai XIII Giochi paralimpici invernali
Le gare di sci di fondo ai XIII Giochi paralimpici invernali di Pechino si sono svolte dal 6 al 13 marzo 2022141 al National Biathlon Center, per un totale di 20 gare.

## Medagliere
| Posizione | Paese       |    |    |    | Totale |
| --------- | ----------- | -- | -- | -- | ------ |
| 1         | Cina        | 7  | 6  | 5  | 18     |
| 2         | Canada      | 5  | 1  | 4  | 10     |
| 3         | Ucraina     | 3  | 1  | 3  | 7      |
| 4         | Stati Uniti | 1  | 6  | 1  | 8      |
| 5         | Germania    | 1  | 2  | 2  | 5      |
| 6         | Francia     | 1  | 2  | 0  | 3      |
| 7         | Austria     | 1  | 0  | 1  | 2      |
| 8         | Giappone    | 1  | 0  | 0  | 1      |
| 9         | Norvegia    | 0  | 1  | 1  | 2      |
| 10        | Svezia      | 0  | 1  | 2  | 3      |
| 11        | Italia      | 0  | 0  | 1  | 1      |
| Totale    | Totale      | 20 | 20 | 20 | 60     |

## Podi

### Uomini
| Evento            | Oro             | Tempo   | Argento         | Tempo   | Bronzo               | Tempo     |
| 1 km sprint       |                 |         |                 |         |                      |           |
| Ipo e non vedenti | Brian McKeever  | 3'19"5  | Jake Adicoff    | 3'20"3  | Zebastian Modin      | 3'37"8    |
| Seduti            | Zheng Peng      | 2'42"4  | Mao Zhongwu     | 2'44"9  | Collin Cameron       | 2'46"3    |
| In piedi          | Benjamin Daviet | 3'07"5  | Marco Maier     | 3'08"8  | Grygorii Vovchynskyi | 3'09"3    |
| 10 km             |                 |         |                 |         |                      |           |
| Seduti            | Mao Zhongwu     | 29'10"7 | Zheng Peng      | 30'08"4 | Giuseppe Romele      | 31'42"5   |
| 12,5 km           |                 |         |                 |         |                      |           |
| Ipo e non vedenti | Brian McKeever  | 33'06"6 | Zebastian Modin | 33'59"1 | Dmytro Suiarko       | 34'08"1   |
| In piedi          | Wang Chenyang   | 33'07"8 | Benjamin Daviet | 33'09"1 | Cai Jiayun           | 33'18"0   |
| 18 km             |                 |         |                 |         |                      |           |
| Seduti            | Zheng Peng      | 43'09"2 | Mao Zhongwu     | 43'23"8 | Collin Cameron       | 47'36"6   |
| 20 km             |                 |         |                 |         |                      |           |
| Ipo e non vedenti | Brian McKeever  | 55'36"7 | Jake Adicoff    | 58'54"4 | Zebastian Modin      | 1°00'05"4 |
| In piedi          | Taiki Kawayoke  | 52'52"8 | Cai Jiayun      | 54'27"7 | Qiu Mingyang         | 54'29"7   |

### Donne
| Evento               | Oro                 | Tempo   | Argento          | Tempo   | Bronzo              | Tempo   |
| 1 km sprint          |                     |         |                  |         |                     |         |
| Ipo e non vedenti    | Carina Edlinger     | 3'49"6  | Oksana Shyshkova | 3'56"4  | Linn Kazmaier       | 4'05"2  |
| Seduti               | Yang Hongqiong      | 3'18"2  | Oksana Masters   | 3'19"9  | Li Panpan           | 3'31"0  |
| In piedi             | Natalie Wilkie      | 4'05"1  | Vilde Nilsen     | 4'08"1  | Sydney Peterson     | 4'12"1  |
| 7,5 km               |                     |         |                  |         |                     |         |
| Seduti               | Yang Hongqiong      | 24'47"5 | Oksana Masters   | 25'24"7 | Ma Jing             | 26'22"9 |
| 10 km                |                     |         |                  |         |                     |         |
| Ipo e non vedenti    | Linn Kazmaier       | 41'40"8 | Wang Yue         | 42'20"3 | Carina Edlinger     | 43'13"9 |
| In piedi             | Oleksandra Kononova | 41'18"0 | Natalie Wilkie   | 41'45"3 | Iryna Bui           | 41'47"1 |
| 15 km                |                     |         |                  |         |                     |         |
| Seduti               | Yang Hongqiong      | 43'06"7 | Oksana Masters   | 43'38"8 | Li Panpan           | 45'17"0 |
| 15 km tecnica libera |                     |         |                  |         |                     |         |
| Ipo e non vedenti    | Oksana Shyshkova    | 51'09"1 | Linn Kazmaier    | 52'05"6 | Leonie Maria Walter | 54'08"8 |
| In piedi             | Natalie Wilkie      | 48'04"8 | Sydney Peterson  | 49'00"2 | Brittany Hudak      | 49'27"8 |

### Stafetta
| Evento                     | Oro                                                                             | Tempo   | Argento                                             | Tempo   | Bronzo                                                       | Tempo   |
| 4 × 2.5 km Stafetta mista  | Stati Uniti Oksana Masters Sydney Peterson Daniel Cnossen Jake Adicoff          | 25:59.3 | Cina Shan Yilin Wang Chenyang Zheng Peng Cai Jiayun | 26:25.3 | Canada Collin Cameron Emily Young Mark Arendz Natalie Wilkie | 27:00.6 |
| 4 × 2.5 km Stafetta aperta | Ucraina Dmytro Suiarko Grygorii Vovchynskyi Vasyl Kravchuk Anatolii Kovalevskyi | 28:05.3 | Francia Benjamin Daviet Anthony Chalençon           | 28:30.4 | Norvegia Kjartan Haugen Vilde Nilsen Thomas Oxaal            | 28:41.0 |